# John Batchelor
John Henry Batchelor (Essex, 1936 – 2 gennaio 2019) è stato un artista britannico, particolarmente noto per le sue illustrazioni chiare e dettagliate di veicoli e attrezzature militari e per l'illustrazione di francobolli. Il suo lavoro può essere visto in molti libri degli anni '90 su armature, veicoli da combattimento, navi, armi da fuoco, ecc. Ha collaborato in particolare con Ian V. Hogg. Il lavoro di Batchelor è particolarmente ricercato dai creatori di modelli in scala per la sua accuratezza. Ha anche fornito illustrazioni per molte riviste come Radio Times, TV Times e pubblicazioni di interesse tecnico come Popular Mechanics, Air & Space e The Airplane.

## Biografia
John Henry Batchelor è nato e cresciuto in Essex e a sedici ha iniziato a viaggiare per il mondo per due anni prima di entrare a far parte della Royal Air Force a 18 anni. Dopo aver lasciato la RAF ha lavorato nei dipartimenti tecnici di illustrazione della Bristol Aeroplane Company, della Saunders-Roe - dove ha lavorato al primo hovercraft, l'SR.N1 - e della Martin-Baker Aircraft. Aveva l'hobby di disegnare e dipingere pistole antiche ed è diventato abile nel ritrarre finiture in metallo e legno.
Come illustratore freelance ha lavorato prima su giornali per ragazzi tra cui The Eagle. Nel 1966 è stato coinvolto dalla Purnell and Sons nella realizzazione di una pubblicazione sulla seconda guerra mondiale per la quale ha realizzato un totale di 1163 illustrazioni. Questa collaborazione si è estesa alla successiva "Storia della prima guerra mondiale" e all'"Enciclopedia delle armi e della guerra moderne" dello stesso editore.
Inoltre è stato incaricato da organizzazioni commerciali, in particolare Trans World Airlines, di produrre illustrazioni di riferimento per pubblicazioni storiche e tecniche.
John Batchelor ha disegnato durante la sua carriera 864 francobolli per 49 paesi  in 25 anni. Questo lo rende probabilmente il principale illustratore di francobolli al mondo. I 49 paesi non includono il Regno Unito, in quanto la Royal Mail non ha mai risposto alle lettere che ha inviato nel corso degli anni. I disegni di francobolli di Batchelor sono stati raccolti nel suo libro del 2016 "John Batchelor World of Stamps: A Unique Collection".
È stato premiato dall'American Institute of Graphic Arts e dalla Society of Illustrators.

## Vita personale
Batchelor vive a Colehill, nel Dorset, con sua moglie Liz con la quale è sposato dal 1961.